# Nedlloyd Colombo (schip, 1982)
De Nedlloyd Colombo was een containerschip van Nedlloyd dat in 1983 gebouwd werd door Mitsubishi Heavy Industries. Het schip werd opgeleverd met een Sulzer 6RLA90 dieselmotor met 20.400 pk die het schip een vaart gaven van zo'n 19 knopen, terwijl het 1777 TEU kon vervoeren.
In 2007 werd het schip verkocht aan Aphrodite Shipping Company en kwam het in beheer van Tianjin Centrans Management. In 2013 arriveerde het schip in Chittagong waar het werd gesloopt.